# Апоспорія
Апоспорія (від грец. σπορά — плід, сім'я, насіння)  — спосіб розмноження деяких вищих рослин, який полягає у розвитку гаметофіту з вегетативних клітин спорофіту без спороутворення.

## Приклади
- Розвиток паростка у папоротей з тканини листка або ніжки спорангія;
- Розвиток зародкового мішка з клітин нуцелуса без редукційного поділу (мейозу) у покритонасінних.